# Guillermo Fariñas
Guillermo Fariñas, né le 3 janvier 1962 à Santa Clara à Cuba, est un dissident cubain, directeur de l'agence de presse cubaine Cubanacan Press.

## Biographie

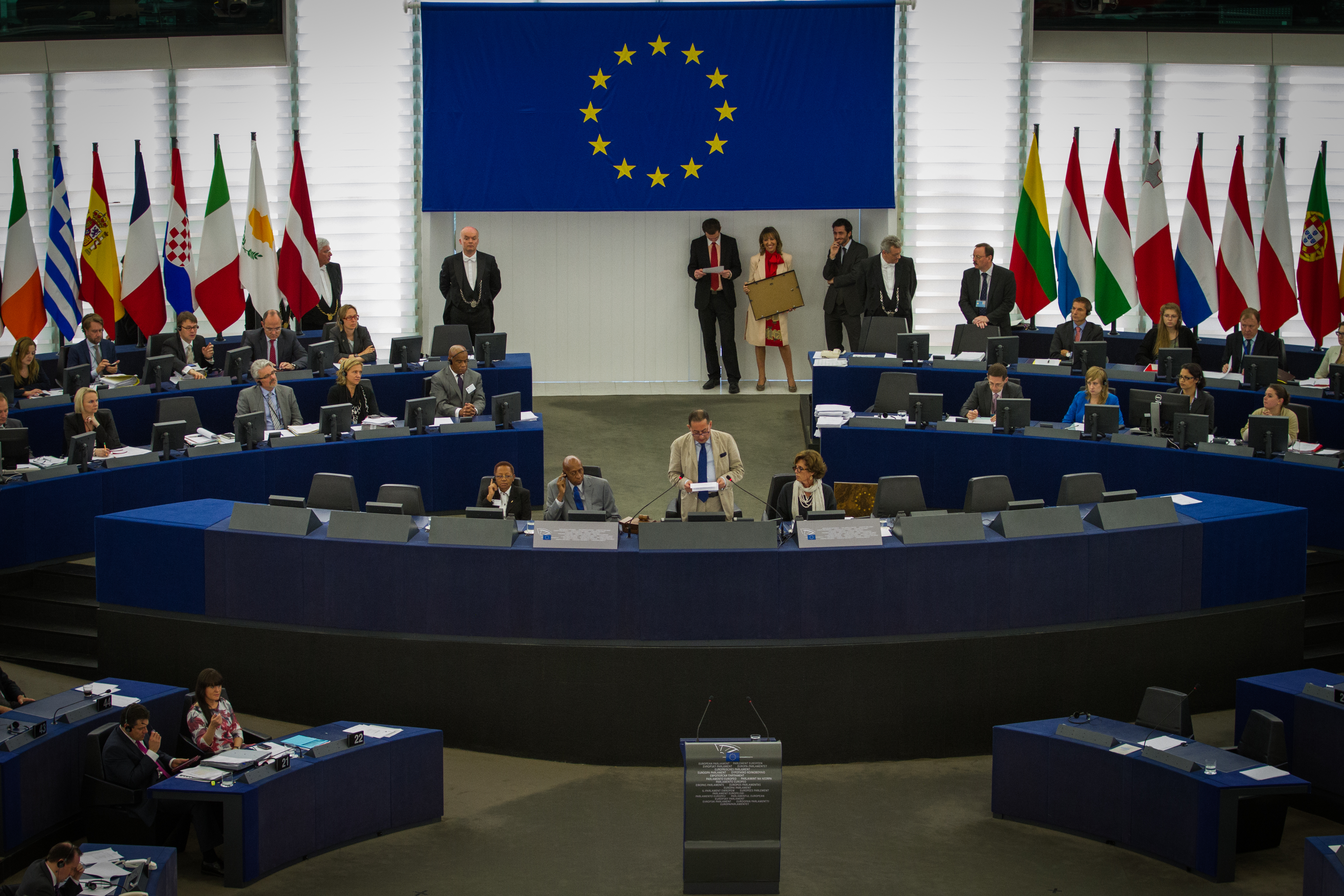
Remise du prix Sakharov 2010 à Guillermo Fariñas au Parlement européen à Strasbourg le 3 juillet 2013.

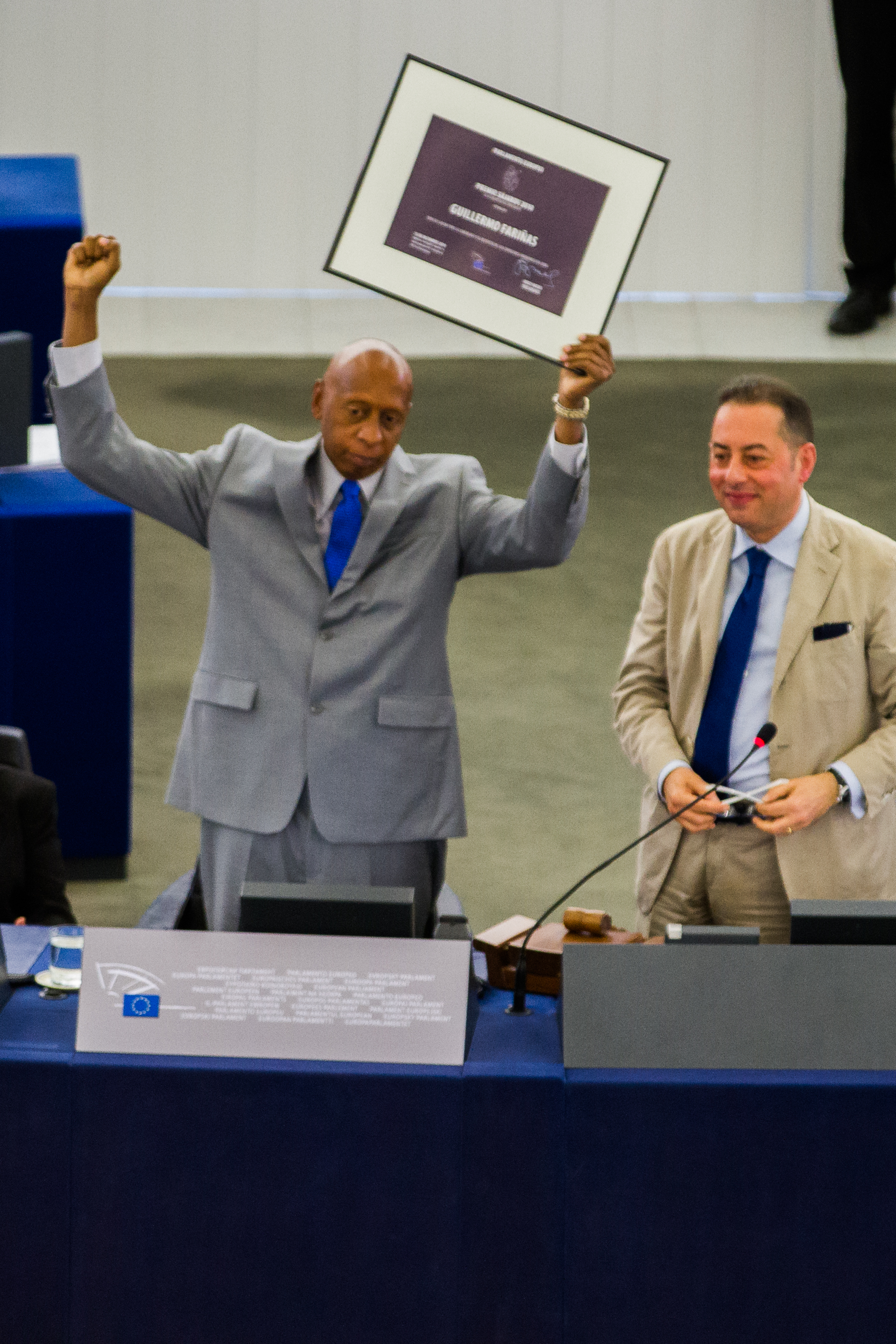
Remise du prix Sakharov 2010 à Guillermo Fariñas au Parlement européen à Strasbourg le 3 juillet 2013.

Guillermo Fariñas est un ancien partisan de la Révolution et a servi comme soldat cubain en Angola en 1981. Il n'entre en dissidence qu'en 2003 en fondant l’agence de presse Cubanancan Press.
Fariñas ne nie pas  « avoir reçu des “dons” de la Section des intérêts américains pour se procurer un ordinateur et exercer son métier de “journaliste indépendant” sur Internet ».
Condamné pour des délits de droit commun qu'il nie avoir commis (en 1995 pour une agression contre une collègue de travail et en 2002 pour l'agression d'une personne âgée avec un bâton qui l'envoya derrière les barreaux, la victime ayant subi une ablation de la rate à la suite de cette agression), Fariñas sortit de prison en décembre 2003 pour raison médicale après une grève de la faim.
Il a mené une grève de la faim de février à août 2006 pour demander l'accès pour tous à un internet libre et protester contre la censure qui règnerait sur Internet à Cuba. Reporters sans frontières (RSF) lui a décerné son prix Cyberliberté 2006.
Selon un site anticastriste, il aurait été battu à de nombreuses reprises par la police.
Le 26 février 2010, il décide d'entamer une nouvelle grève de la faim à la suite de la mort d'Orlando Zapata, incarcéré depuis 2003 et décédé le 23 février des suites d'une grève de la faim de près de trois mois. Il se bat pour obtenir la libération de 26 « détenus politiques » malades.
Guillermo Fariñas a mis un terme le jeudi 8 juillet 2010 à 135 jours de grève de la faim après l'annonce des libérations prochaines de 52 détenus dits « politiques ».
Le 21 octobre 2010, le Parlement européen lui décerne le prix Sakharov
. Le 15 décembre 2010, le prix Sakharov lui a été remis. Or les autorités cubaines n'ont pas autorisé le lauréat à venir à Strasbourg, malgré les demandes de Jerzy Buzek président du Parlement européen. Ce dernier a donc déposé le diplôme sur une chaise vide, couverte d'un drapeau cubain à la demande du dissident.
Il est arrêté par la police le 24 juillet 2012 durant les obsèques du dissident Oswaldo Payá,.